# Château de Parella
Le château de Parella (en italien : Castello di Parella) est un ancien château fort situé dans la commune de Parella près d'Ivrée au Piémont, en Italie.

## Histoire
Le château évolue à partir d'une maison forte médiévale servant de péage, située le long de la route entre Ivrée et Castellamonte,. Au XIVe siècle, après les rébellions du Tuchinaggio, qui ont probablement endommagé le château principal de la famille San Martino, situé plus en hauteur à Parella, la famille transfère sa résidence dans cette structure. 
À partir de 1545, Alessio Ier de la famille San Martino entreprend d'importantes rénovations, transformant le bâtiment en une résidence noble ornée de fresques et de décorations. Après des siècles de propriété par la famille San Martino, le château passe entre diverses mains, y compris celles d'un ordre religieux.

## Galerie d'images

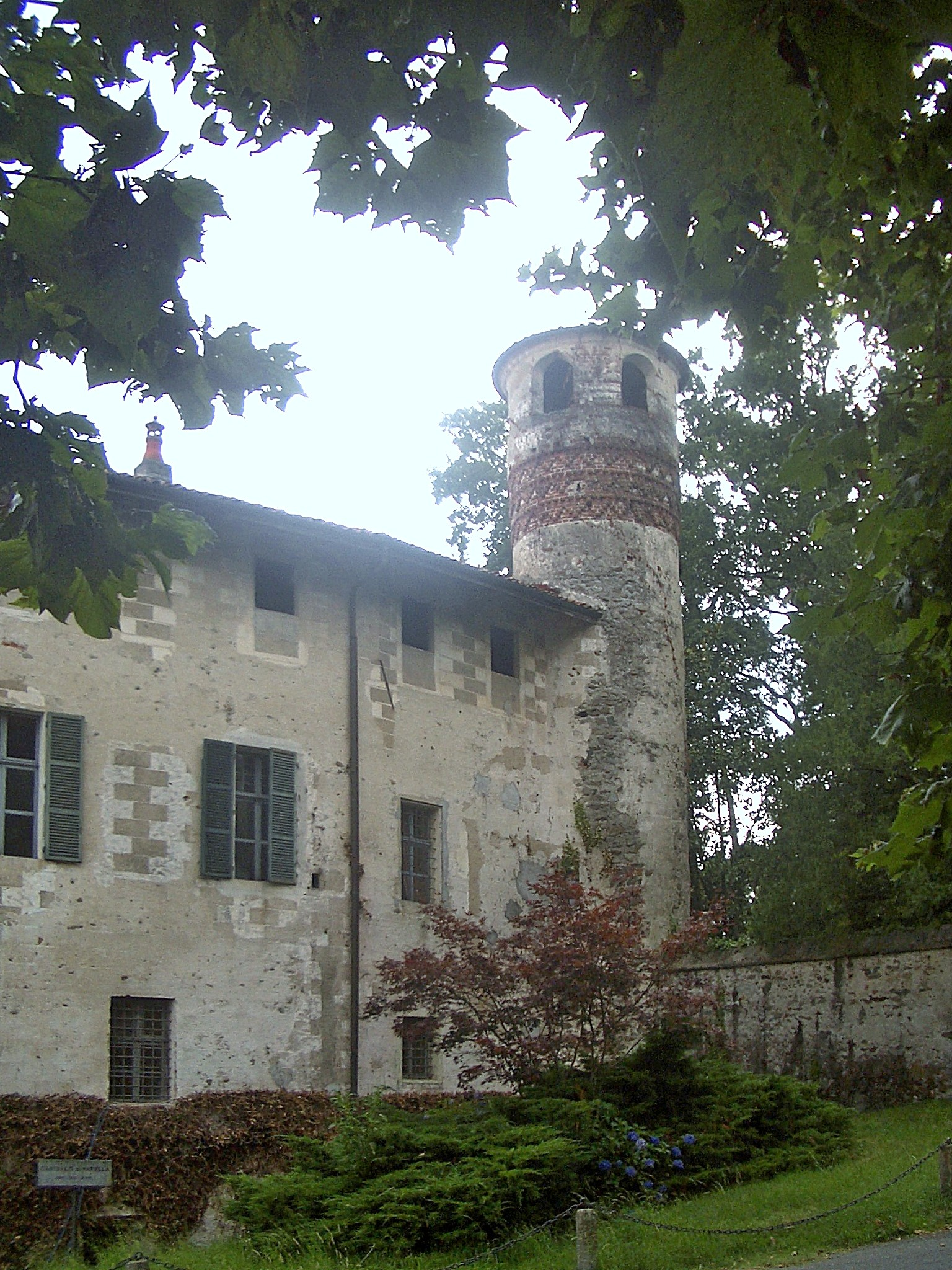
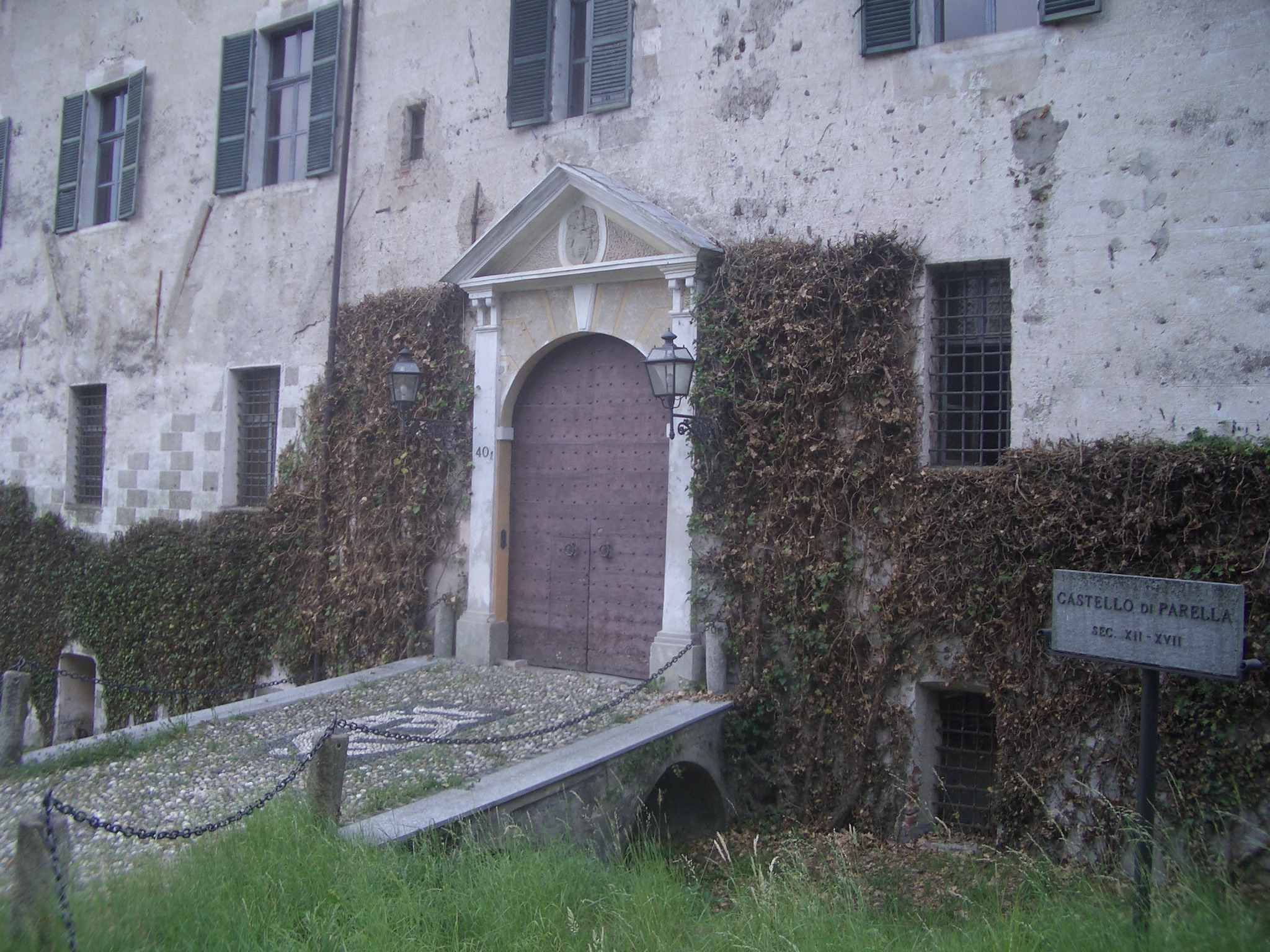